# Ondřej Raab
Ondřej Raab (* 20. června 1973 Jablonec nad Nisou) je bývalý český vodní slalomář, kajakář závodící v kategorii K1.
Na mistrovstvích Evropy získal v letech 1998 a 2002 stříbrné medaile v závodech K1 družstev. Startoval na Letních olympijských hrách 2004 v Athénách, kde skončil v závodě K1 na 14. místě.